# 熊本信愛女学院中学校・高等学校
熊本信愛女学院中学校・高等学校（くまもとしんあいじょがくいんちゅうがっこう・こうとうがっこう）は、熊本県熊本市中央区上林町にあるカトリック系の私立中学校・高等学校。学校法人熊本信愛女学院が運営している。設立母体はカトリックの女子修道会であるショファイユの幼きイエズス修道会。隣接して熊本信愛女学院幼稚園が設置されている。

## 学科・コース
- 普通科
  - 普通科総合進学コース
  - 普通科特進選抜コース
  - 普通科グローバルコース

## 沿革
- 1900年 - シスターのメール・ボルジアが熊本静瑰女学校を熊本市南坪井町146に創立、校長を兼務
- 1909年 - 辛島格らによる学則改正
- 1912年 - 「バラの花」を校章に制定
- 1920年 - 熊本中央実科高等女学校設立
- 1922年 - 上林高等女学校と改称
- 1925年 - 生徒自治会誕生校歌制定
- 1929年 - 制服制定（セーラー2本線入り）
- 1932年 - 上林女子商業学校開校
- 1937年 - 財団法人上林学園設立
- 1947年 - 学制改革により熊本信愛女学院と改称、新制中学校発足
- 1948年 - 熊本信愛女学院高等学校発足（普通科、家政科コースを含む）
- 1951年 - 財団法人上林学園を学校法人熊本信愛女学院に組織変更
- 1952年 - 高等学校に商業科を新設
- 1957年 - 高等学校に保育科を開設
- 1966年 - 高等学校に衛生看護科を開設
- 1970年 - 「信愛紀要」第1号発刊、創立70周年記念行事
- 1973年 - 創立70周年記念行事
- 1977年 - 家政科の募集を中止
- 1981年 - 第11代幼きイエズス会総長来校記念歓迎会
- 1988年 - 保育科の募集を中止
- 1994年 - 衛生看護科最後の生徒が卒業
- 2000年 - 創立100周年記念体育祭、感謝ミサ、式典・講演会、華秋祭、音楽祭開催
- 2003年 - 普通科標準コースを全学年とも普通コースに、商業科は新1年生より情報ビジネス科に改称
- 2010年 - 創立110周年感謝ミサ、記念式典開催

## クラブ活動
バレーボール部と陸上競技部、新体操部、バドミントン部が全国レベルの強豪である。
体育系
- 弓道部
- 新体操部
- 卓球部
- テニス部
- 陸上競技短距離部・長距離部
- バスケットボール部
- バドミントン部
- バレーボール部
- ダンス同好会
- チアリーディング同好会

文化系
- カトリック研究会
- ESS部
- 文芸部
- 演劇部
- 合唱部
- 写真部
- 美術部
- 放送部
- 理科部
- 茶道部
- 箏曲部
- 吹奏楽部
- パソコン部
- 書道部
- アニメ同好会
- JRC同好会
- 将棋同好会
- 手話同好会

## 著名な出身者

### 芸能
- 映美くらら（元宝塚歌劇団月組トップ娘役）
- 華鳥礼良（元宝塚歌劇団星組娘役）
- 倉科カナ（女優・タレント）
- 神山裕紀（声優・ナレーター）
- 畑野優理子（アナウンサー）

### スポーツ
- 川上優子（陸上競技中・長距離走選手）
- 吉本ひかり（陸上競技中・長距離走選手）
- 前田彩里（陸上競技中・長距離走選手）
- 谷山佳菜子（女子プロボクサー）
- 佐田樹理
- 徳川恵理
- 深川和那
- 有田沙織
- 森田麻実子
- 白垣里紗
- 古賀紗理那（NECレッドロケッツ）
- 原嶋睦夢（NECレッドロケッツ）

### その他
- かんなとあきら(YouTuber)

## 姉妹校
- 大阪信愛学院中等部・高等部
- 久留米信愛中学校・高等学校
- 和歌山信愛中学校・高等学校